# Joseph M. Juran
Joseph Moses Juran (24 tháng 12 năm 1904 - 28 tháng 2 năm 2008) là một kỹ sư và tư vấn quản lý người Mỹ sinh ra ở Romania. Ông là một người truyền bá chất lượng và quản lý chất lượng, đã viết một vài cuốn sách về những chủ đề đó.

## Viện Juran
Juran thành lập Viện Juran vào năm 1979. Viện là một công ty tư vấn, đào tạo và chứng nhận quốc tế cung cấp dịch vụ đào tạo và tư vấn về quản lý chất lượng, quản lý Sản xuất tinh gọn và quản lý quy trình kinh doanh, cũng như Chứng nhận Six Sigma. Viện có trụ sở Southbury, Connecticut. Tuyên bố sứ mệnh của họ là "Tạo ra một cộng đồng thực hành toàn cầu để trao quyền cho các tổ chức và người dân vượt ra khỏi giới hạn của họ."

## Sách báo xuất bản
Juran trích dẫn sau đây là tác phẩm có ảnh hưởng nhất của mình::261–275

### Sách
- Quality Control Handbook, New York, New York: McGraw-Hill, 1951, OCLC 1220529

Eventually published in six editions:  2nd edition, 1962, 3rd edition, 1974, 4th edition, 1988, 5th edition, 1999, 6th edition, 2010
- Managerial Breakthrough, New York, New York: McGraw-Hill, 1964
- Management of Quality Control, New York, New York: Joseph M. Juran, 1967, OCLC 66818686
- Quality Planning and Analysis, New York, New York: McGraw-Hill, 1970
- Upper Management and Quality, New York, New York: Joseph M. Juran, 1980, OCLC 8103276
- Juran on Planning for Quality, New York, New York: The Free Press, 1988, OCLC 16468905

### Bài báo xuất bản
- "Directions for ASQC", Industrial Quality Control, Buffalo, New York: Society of Quality Control Engineers, tháng 11 năm 1951
- "Universals in Management Planning and Control", Management Review, New York, New York: American Management Association, tr. 748–761, tháng 11 năm 1954
- "Improving the Relationship between Staff and Line", Personnel, New York, New York: American Management Association, tháng 5 năm 1956
- "Industrial Diagnostics", Management Review, New York, New York: American Management Association, tháng 6 năm 1957
- "Operator Errors—Time for a New Look", ASQC Journal, New York, New York: American Society for Quality Control, tháng 2 năm 1968
- "The QC Circle Phenomenon", Industrial Quality Control, Buffalo, New York: Society of Quality Control Engineers, tháng 1 năm 1967
- "Mobilizing for the 1970s", Quality Progress, New York, New York: American Society for Quality Control, tháng 8 năm 1969
- "Consumerism and Product Quality", Quality Progress, New York, New York: American Society for Quality Control, tháng 7 năm 1970
- "And One Makes Fifty", Quality Progress, New York, New York: American Society for Quality Control, tháng 3 năm 1975
- "The Non-Pareto Principle:  Mea Culpa", Quality Progress, New York, New York: American Society for Quality Control, tháng 5 năm 1975
- "Khrushchev's Venture into Quality Improvement", Quality Progress, New York, New York: American Society for Quality Control, tháng 1 năm 1976
- "Japanese and Western Quality—a Contrast", Quality Progress, New York, New York: American Society for Quality Control, tháng 12 năm 1978